# Saxifraga aspera
Saxifraga aspera är en stenbräckeväxtart. Saxifraga aspera ingår i Bräckesläktet som ingår i familjen stenbräckeväxter.

## Underarter
Arten delas in i följande underarter:
- S. a. aspera
- S. a. etrusca

## Bildgalleri

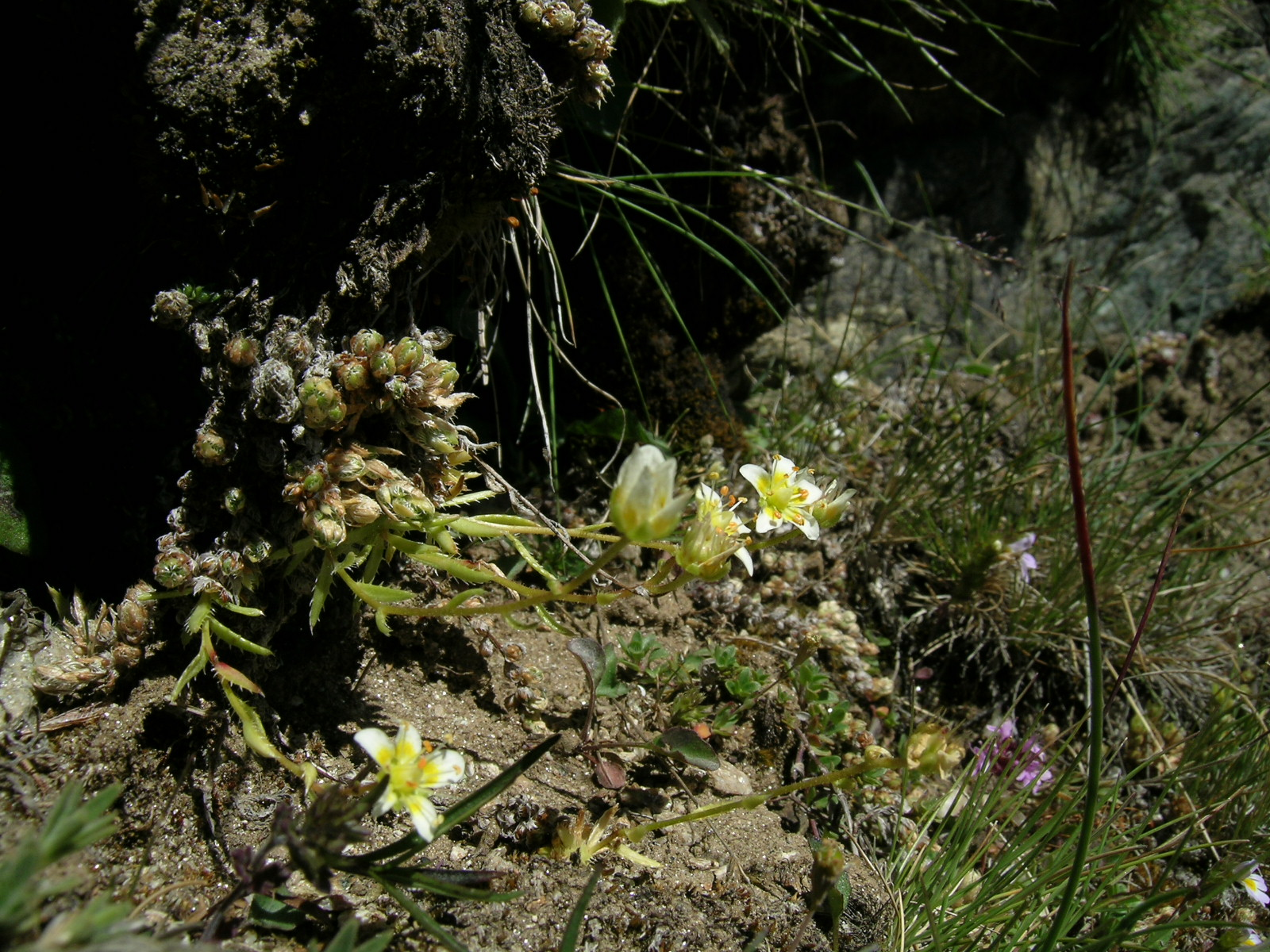